# Mister Global 2023
Mister Global 2023 foi a 8ª edição do tradicional concurso de beleza masculino "Mister Global", realizado anualmente na Tailândia. O evento teve o número recorde de trinta e nove (39) competidores em busca do título que pertencia ao vietnamita Danh Chiếu Linh, que apesar de vice-campeão na edição anterior, assumiu o título após a desistência do espanhol Miguel Ángel Lucas. A cerimônia foi transmitida ao vivo via livestream no You Tube direto da cidade de Chiang Mai, que recebeu a competição pela 3ª vez, tendo já abrigado as edições de 2016 e 2017.

## Resultados

### Colocações
| Colocação             | País e Candidato |
| --------------------- | --- |
| Vencedor              | Cuba - Juan Carlos Ariosa |
| 2º. Lugar             | Colômbia - Oscar Guerrero |
| 3º. Lugar             | Brasil - William Gama |
| Finalistas            | Coreia do Sul - Kim Hee Won Tailândia - Setthapon Thongsuk |
| Top 15 Semifinalistas | África do Sul - Pierre Nel Chile - Demian Salinas Chipre do Norte - Mehmet Ağazade Espanha - Jesús Miguel Índia - Chena Ram Choudhary México - Ángel Garciglia Nigéria - Senator Isinwa Peru - Julio Dulanto Polônia - Daniel Dejneżenko Vietnã - Thạch Kiêm Mara |

### Ordem dos anúncios
| 1. Cuba 2. Coreia do Sul 3. Nigéria 4. Brasil 5. Vietnã 6. México 7. África do Sul 8. Peru 9. Índia 10. Chile 11. Chipre do Norte 12. Polônia 13. Espanha 14. Colômbia 15. Tailândia | 1. Cuba 2. Coreia do Sul 3. Colômbia 4. Tailândia 5. Brasil | 1. Brasil 2. Colômbia 3. Cuba |

## Jurados

### Final
Ajudaram a eleger o vencedor:
1. Josh Yugen, socialite;
2. Peera Junoisuwa, empresária;
3. Chadpong Kiengsiri, empresário;
4. Manu Franco, Mister International 2022;
5. Sombatsara Teerasaroch, costume designer;
6. Jonas Gaffud, CEO da Mercator Artist Management;
7. Bùi Quỳnh Hoa, Supermodel International 2022;
8. Nutthee Yottreesorn, executivo da Thai Smile;
9. Khana Kityadhiguna, Advisory Chairman;
10. Uraiporn Chalermsaphayakon, socialite;
11. Nunthapat Tosiwatsilawat, empresário;
12. Metinee Kingpayom, atriz e modelo;
13. Bryan Tan, influenciador digital;

## Prêmios

### Especiais
Prêmios tradicionais do concurso:
| Prêmio                | País e Candidato                 |
| --------------------- | -------------------------------- |
| Best Model            | Suíça - Willy Santer             |
| Best in Swimwear      | Chipre do Norte - Mehmet Ağazade |
| Best Charming Smile   | Coreia do Sul - Kim Hee Won      |
| Best National Costume | Filipinas - Mark Avendaño        |
| Mister Congeniality   | Congo - Samuel Atana             |
| Mister Photogenic     | Cuba - Juan Carlos Ariosa        |

### Patrocinadores
Distribuídos antes, durante ou após a conclusão do concurso: 
| Prêmio                        | País e Candidato                   |
| ----------------------------- | ---------------------------------- |
| Smart Guy by E-Outfitting     | Mianmar - Shein Min Thu            |
| San Pu Loei Favorite          | Tailândia - Setthapon Thongsuk     |
| Mr. Smile with Elephants      | Chipre do Norte - Mehmet Ağazade 1 |
| Bright Face by Na Siri Clinic | México - Ángel Garciglia           |
| Mister Lookergang Model       | Coreia do Sul - Kim Hee Won 2      |
| Shining Skin by Herb Gold     | Polônia - Daniel Dejneżenko 3      |

1 Nesta etapa, os candidatos de Mianmar e da Espanha foram finalistas.

2 Nesta etapa, os candidatos do México, Bélgica, Laos e Haiti também foram premiados.

3 Além do polonês, receberam menção os candidatos: dos Estados Unidos e Coreia do Sul.

### Classificação Automática
Os vencedores destas duas categorias garantiram uma vaga no Top 15:
| Prêmio              | País e Candidato         |
| ------------------- | ------------------------ |
| Internet Popularity | Nigéria - Senator Isinwa |
| Inspiring Gentleman | México - Ángel Garciglia |

## Pontuação Preliminar
A média que classificou os 13 candidatos foi baseada nas preliminares de: entrevista, moda praia e moda noite.
Legenda
     Candidato classificada por estar entre os 13 melhores.
     Candidato classificado por vaga complementar ao Top 15.
     Candidato classificado por ter vencido etapas classificatórias.
| Rank | País            | Média |
| ---- | --------------- | ----- |
| 1º   | Índia           | 8.61  |
| 2º   | Espanha         | 8.59  |
| 2º   | Tailândia       | 8.59  |
| 4º   | África do Sul   | 8.57  |
| 5º   | Nigéria         | 8.53  |
| 6º   | Brasil          | 8.50  |
| 7º   | Cuba            | 8.45  |
| 8º   | Vietnã          | 8.35  |
| 9º   | Coreia do Sul   | 8.34  |
| 10º  | Chile           | 8.29  |
| 11º  | Colômbia        | 8.25  |
| 12º  | Chipre do Norte | 8.23  |
| 13º  | Peru            | 8.19  |

| Rank | País           | Média |
| ---- | -------------- | ----- |
| 14º  | Polônia        | 8.15  |
| 15º  | México         | 8.12  |
| 16º  | Filipinas      | 8.09  |
| 17º  | Estados Unidos | 8.04  |
| 18º  | Porto Rico     | 8.02  |
| 18º  | Sri Lanca      | 8.02  |
| 20º  | Laos           | 7.96  |
| 21º  | Japão          | 7.95  |
| 22º  | Hong Kong      | 7.94  |
| 23º  | Haiti          | 7.79  |
| 23º  | Macau          | 7.79  |
| 25º  | Países Baixos  | 7.71  |
| 26º  | Nepal          | 7.67  |

| Rank | País                 | Média |
| ---- | -------------------- | ----- |
| 27º  | França               | 7.66  |
| 28º  | Albânia              | 7.62  |
| 29º  | Panamá               | 7.61  |
| 30º  | Bélgica              | 7.55  |
| 31º  | Mianmar              | 7.54  |
| 32º  | Suíça                | 7.49  |
| 33º  | Singapura            | 7.48  |
| 34º  | Congo                | 7.43  |
| 35º  | Indonésia            | 7.41  |
| 36º  | República Checa      | 7.34  |
| 37º  | Canadá               | 7.25  |
| 37º  | República Dominicana | 7.25  |
| 39º  | Camboja              | 7.09  |

## Candidatos
Abaixo, a lista de todos os candidatos ao título deste ano:
| País                 | Candidato             | Origem                  | Ref.   |
| -------------------- | --------------------- | ----------------------- | ------ |
| África do Sul        | Pierre Nel            | White River             | [ 6 ]  |
| Albânia              | Boris Gurtner         | Tirana                  | [ 7 ]  |
| Bélgica              | Matthias Coenjaarts   | Bruxelas                | [ 8 ]  |
| Brasil               | William Gama          | Manaus                  | [ 9 ]  |
| Camboja              | Khorn Lythean         | Phnom Penh              | [ 10 ] |
| Canadá               | Benjamin Filiatrault  | Quebec                  | [ 11 ] |
| Chile                | Demian Salinas        | Santiago                | [ 12 ] |
| Chipre do Norte      | Mehmet Ağazade        | Famagusta               | [ 13 ] |
| Colômbia             | Oscar Guerrero        | Nariño                  | [ 14 ] |
| Congo                | Samuel Atana          | Quinxassa               | [ 15 ] |
| Coreia do Sul        | Kim Hee Won           | Jinju                   | [ 16 ] |
| Cuba                 | Juan Carlos Ariosa    | Matanzas                | [ 17 ] |
| Espanha              | Jesús Miguel          | Algemesí                | [ 18 ] |
| Estados Unidos       | Joshua Long           | Geórgia                 | [ 19 ] |
| Filipinas            | Mark Avendaño         | Biñan                   | [ 20 ] |
| França               | Maxime Klinger        | Kembs                   | [ 21 ] |
| Haiti                | Abdias Augustin       | Cabo Haitiano           | [ 22 ] |
| Hong Kong            | Kenson Seto           | Hong Kong               | [ 23 ] |
| Índia                | Chena Ram Choudhary   | Rajastão                | [ 24 ] |
| Indonésia            | Sandhi Jonson         | Padangue                | [ 25 ] |
| Japão                | Sosuke Ichinohe       | Misawa                  | [ 26 ] |
| Laos                 | Jacky Phimmachak      | Vientiane               | [ 27 ] |
| Macau                | Calvin Chan           | Macau                   | [ 28 ] |
| México               | Ángel Garciglia       | Baixa Califórnia do Sul | [ 29 ] |
| Mianmar              | Shein Min Thu         | Rangum                  | [ 30 ] |
| Nepal                | Nutan Shrestha        | Morang                  | [ 31 ] |
| Nigéria              | Senator Isinwa        | Umuchima                | [ 32 ] |
| Países Baixos        | Fransel Meyers        | Curaçao                 | [ 33 ] |
| Panamá               | Carlos Córdova        | San José de David       | [ 34 ] |
| Peru                 | Julio Dulanto         | Lima                    | [ 35 ] |
| Polônia              | Daniel Dejneżenko     | Varsóvia                | [ 36 ] |
| Porto Rico           | Jorge Andrés Guzmán   | Guayama                 | [ 37 ] |
| República Checa      | Leon Vonaký           | Chomutov                | [ 38 ] |
| República Dominicana | Michael Gómez         | São Domingos            | [ 39 ] |
| Singapura            | Sean Nicholas Sutiono | Jacarta                 | [ 40 ] |
| Sri Lanca            | Hans Nathan Koch      | Colombo                 | [ 41 ] |
| Suíça                | Willy Santer          | Toulon                  | [ 42 ] |
| Tailândia            | Setthapon Thongsuk    | Phuket                  | [ 43 ] |
| Vietnã               | Thạch Kiêm Mara       | Cidade de Ho Chi Minh   | [ 44 ] |

## Histórico

### Desistências
- Equador - Estéfano Villavicencio [45]
- Guiné-Bissau - Gabriel Monteiro [46]
- Malásia - Abdul Rahman Lee [47]
- Serra Leoa - Foday Alimu Kabba [48]
- Trindade e Tobago - Aaron Mohammed [49]
- Venezuela - Daniel Olaves [50]

| - Albânia - Canadá - Chile - Chipre do Norte - Colômbia - Haiti - Nepal - Países Baixos - Polônia - Singapura | - Bolívia - Reino Unido - Romênia - Sri Lanca | - Bélgica - Congo |

### Substituições
- Mianmar - Htet Oo Htut ► Shein Min Thu
- Países Baixos - Kerem Cetin ► Fransel Meyers
- Venezuela - Juan Carlos Fajardo ► Daniel Olaves

### Estatísticas
Candidatos por continente:
- Ásia: 15. (Cerca de 38% do total de candidatos)
- Américas: 12. (Cerca de 31% do total de candidatos)
- Europa: 9. (Cerca de 23% do total de candidatos)
- África: 3. (Cerca de 8% do total de candidatos)
- Oceania: 0. (Cerca de 0% do total de candidatos)

### Candidatos em concursos internacionais
O histórico dos candidatos em outras disputas de beleza de nível internacional:
| Concurso             | Ano  | País & Candidato               | Posição              | Ref.   |
| -------------------- | ---- | ------------------------------ | -------------------- | ------ |
| Mister Internacional | 2022 | Albânia - Boris Gurtner        | Mister Personalidade | [ 51 ] |
| Mister Internacional | 2022 | Singapura - Sean Sutiono       |                      | [ 52 ] |
| Mister Supranational | 2022 | Países Baixos - Fransel Meyers |                      | [ 53 ] |